# 今年の一日
今年の一日（ことしの一日）は、一般社団法人日本記念日協会がその年もっとも印象的だった日を選定するイベント。

## 一覧
| 年     | 賞         | 日付     | 選定理由                                                                                             |
| ------ | ---------- | -------- | --- |
| 2018年 | 今年の一日 | 7月23日  | 埼玉県熊谷市で日本観測史上最高気温となる41,1度を観測                                                 |
| 2018年 | 最終候補   | 2月17日  | 平昌オリンピックフィギュアスケート男子シングルで羽生結弦が連覇を達成                                 |
| 2018年 | 最終候補   | 8月21日  | 第100回全国高等学校野球選手権記念大会で大阪桐蔭高校（大阪）が史上初の2度目の春夏連覇を達成           |
| 2018年 | 最終候補   | 9月16日  | 歌手の安室奈美恵が引退                                                                               |
| 2019年 | 今年の一日 | 5月1日   | 平成から令和に改元                                                                                   |
| 2019年 | 最終候補   | 7月18日  | 京都アニメーションで放火殺人事件が起こる                                                             |
| 2019年 | 最終候補   | 8月4日   | ゴルフ全英女子オープンで渋野日向子が優勝する                                                         |
| 2019年 | 最終候補   | 10月1日  | 消費税が8%から10％に増税                                                                             |
| 2019年 | 最終候補   | 10月12日 | 台風19号（東日本台風）が日本に上陸                                                                   |
| 2019年 | 最終候補   | 10月13日 | ラグビーワールドカップで日本代表がスコットランド代表を破りベスト8に進出                              |
| 2020年 | 今年の一日 | 4月7日   | 埼玉・東京・千葉・神奈川・大阪・兵庫・福岡に新型コロナウイルス感染症緊急事態宣言 が発出される        |
| 2020年 | 最終候補   | 3月24日  | 2020年東京オリンピック・パラリンピックの1年延期が決まる                                              |
| 2020年 | 最終候補   | 3月29日  | 新型コロナウイルスに感染したコメディアンの志村けん（ザ・ドリフターズ）が死去                         |
| 2020年 | 最終候補   | 7月16日  | 将棋の藤井聡太七段が史上最年少の17歳11か月でタイトルを獲得                                           |
| 2020年 | 最終候補   | 8月28日  | 安倍晋三内閣総理大臣が辞任表明                                                                       |
| 2020年 | 最終候補   | 10月16日 | 映画「劇場版 鬼滅の刃 無限列車編」が公開される                                                       |
| 2021年 | 今年の一日 | 10月31日 | 第49回衆議院議員総選挙が行われる                                                                     |
| 2021年 | 最終候補   | 7月21日  | 大相撲 大関照ノ富士が第73代横綱に昇進                                                                |
| 2021年 | 最終候補   | 7月23日  | 東京オリンピックが開幕                                                                               |
| 2021年 | 最終候補   | 8月24日  | 東京パラリンピックが開幕                                                                             |
| 2021年 | 最終候補   | 11月19日 | メジャーリーグで大谷翔平（ロサンゼルス・エンゼルス）がア・リーグMVPを受賞                            |
| 2022年 | 今年の一日 | 2月24日  | ロシアがウクライナに侵攻する                                                                         |
| 2022年 | 最終候補   | 4月23日  | 北海道知床沖で観光船が沈没                                                                           |
| 2022年 | 最終候補   | 5月15日  | 沖縄が本土復帰してから50周年を迎える                                                                 |
| 2022年 | 最終候補   | 7月8日   | 安倍晋三元首相が奈良県奈良市で選挙演説中に銃撃され死亡                                               |
| 2022年 | 最終候補   | 8月22日  | 第104回全国高等学校野球選手権大会で仙台育英高校（宮城）が東北地方の高校として初めて甲子園大会で優勝  |
| 2022年 | 最終候補   | 10月3日  | プロ野球で村上宗隆（東京ヤクルトスワローズ）が日本人選手のシーズン最多記録となる56号ホームランを放つ |
| 2022年 | 最終候補   | 10月14日 | 日本に鉄道が開業してから150周年を迎える                                                              |
| 2023年 | 今年の一日 | 11月5日  | プロ野球日本シリーズで阪神タイガースが38年ぶり2回目の日本一                                          |
| 2023年 | 最終候補   | 3月22日  | 野球のWBCで日本代表がアメリカ代表を破り優勝                                                          |
| 2023年 | 最終候補   | 9月1日   | 関東大震災から100年を迎える                                                                          |
| 2023年 | 最終候補   | 10月7日  | イスラム組織ハマスがイスラエルを攻撃する                                                             |
| 2023年 | 最終候補   | 10月11日 | 将棋の藤井聡太竜王・名人が史上初の八冠を達成                                                         |